# Masayuki Yamada
Masayuki Yamada (山田 将之 Yamada Masayuki?, Saitama, 1 de octubre de 1994) es un futbolista japonés que juega como defensa en el Omiya Ardija de la J2 League.

## Trayectoria

### Clubes
| Club                          | País  | Año       |
| ----------------------------- | ----- | --------- |
| F. C. Tokyo                   | Japón | 2016-2021 |
| F. C. Tokyo sub-23            | Japón | 2016      |
| F. C. Machida Zelvia (cedido) | Japón | 2019      |
| Avispa Fukuoka (cedido)       | Japón | 2019      |
| Zweigen Kanazawa (cedido)     | Japón | 2020      |
| Omiya Ardija (cedido)         | Japón | 2020-2021 |
| Omiya Ardija                  | Japón | 2022-     |

## Estadística de carrera

### J. League
| Club            | Año   | J. League | J. League | Copa J. League | Copa J. League | Total | Total |
| Club            | Año   | Part.     | Goles     | Part.          | Goles          | Part. | Goles |
| --------------- | ----- | --------- | --------- | -------------- | -------------- | ----- | ----- |
| FC Tokyo        | 2016  | 0         | 0         | 0              | 0              | 0     | 0     |
| FC Tokyo        | 2017  | 3         | 1         | 2              | 0              | 5     | 1     |
| FC Tokyo sub-23 | 2016  | 7         | 0         | -              | -              | 7     | 0     |
| FC Tokyo sub-23 | 2017  | 25        | 3         | -              | -              | 25    | 3     |
| Total           | Total | 35        | 3         | 2              | 0              | 37    | 3     |